# SS Warszawa (1916)

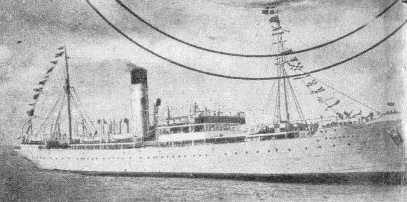
SS „Warszawa” w I połowie lat 30.

SS Warszawa – polski statek pasażersko-drobnicowy z okresu międzywojennego, ex „Smolensk”. Zatopiony 26 grudnia 1941 podczas II wojny  światowej przez okręt podwodny. 

## Historia
Statek zbudowany został w Wielkiej Brytanii, w stoczni William Doxford & Sons w Sunderlandzie pod nazwą „Smolensk”, na zamówienie duńskiego armatora DFDS (Det Forende Dampskibs Selskab) dla Rosyjskiego Północno-Zachodniego Towarzystwa Żeglugowego złożone 28 lutego 1914 roku. Miał obsługiwać pod rosyjską banderą linię emigrancko-towarową Lipawa – Hull. Nazwa od miasta Smoleńska była wybrana dla pozyskiwania emigrantów z Rosji. Koszt budowy wynosił 59 500 funtów. Stępkę położono w sierpniu 1914, a statek wodowano 19 grudnia 1914 roku. Z powodu jednak wojny światowej statek po ukończeniu w 1915 roku nie trafił do zamawiającego, lecz do 12 maja 1916 roku był odstawiony. Został po tym przejęty przez firmę Thomas Wilson, Sons & Co, a od listopada 1916 roku przeszedł do Ellerman's Wilson Line. W 1920 roku został formalnie odkupiony przez nią od DFDS i do 1928 roku pod oryginalną nazwą „Smolensk” obsługiwał głównie połączenia portów angielskich z Gdańskiem.

### Pod polską banderą
W grudniu 1928 statek został zakupiony przez nowo utworzonego polsko-brytyjskiego armatora Polsko-Brytyjskie Towarzystwo Okrętowe w Gdyni (Polbryt), którego udziałowcem był Ellerman's Wilson Line. Przejęty został w kwietniu 1929 roku. Nazwę statku zmieniono na „Warszawa”. Pierwszym kapitanem został Stanisław Bonifacy Łabęcki. Następnie, pływał on na linii Polska – Anglia, z Gdyni do Hull lub Londynu, przewożąc w obie strony ładunki drobnicowe i pasażerów – głównie emigrantów do Anglii (docelowo kierujących się do USA). Od pierwszej połowy lat 30. wykorzystanie „Warszawy” stało się mniej intensywne, wobec zakupu przez Polbryt nowszych statków. Pozostawała głównie w rezerwie, użytkowana między innymi zastępczo na linii do Londynu. W 1934 roku pływała w czarterze PTTO w rejsach wycieczkowych po Bałtyku, do Leningradu, Rygi i Tallinna.
Na przełomie 1934 i 1935 roku statek przeszedł remont połączony z przebudową – wyposażono go w wygodniejsze kabiny pasażerskie III klasy, w miejsce dotychczasowych pomieszczeń pasażersko-towarowych w międzypokładziach. Liczba miejsc pasażerskich wynosiła 311 (8 klasy I, 71 klasy II i 232 klasy III), a maksymalnie mogła być zwiększona do 322. Od kwietnia 1935 „Warszawa” pływała na linii pasażerskiej z Gdyni do Hawru we Francji, zawijając także do Londynu, Dover, Cherbourga, transportując głównie emigrantów wybierających się docelowo do Ameryki Południowej, a także ładunki. Reklamowana była także dla 11-dniowych wycieczek do Hawru, za cenę 350 zł w obie strony.
26 grudnia 1938 „Warszawa” zderzyła się w Kanale Kilońskim z niemieckim statkiem „Christian Russ”, z powodu nagłego skrętu niemieckiego statku. „Warszawa” odniosła niewielkie uszkodzenia, a jej załoga pomogła w gaszeniu pożaru, który wybuchł na „Christian Russ”.

### Służba podczas II wojny światowej
Wybuch II wojny światowej zastał „Warszawę” w Hawrze. 15 września 1939 statek został wysłany z Dunkierki w ramach małego konwoju z francuskim sprzętem wojennym dla Polski, który miał być dostarczony przez Morze Czarne i Rumunię (m.in. 4–7 myśliwców MS.406), lecz wobec rozwoju sytuacji w Polsce po 17 września 1939, konwój został rozładowany w Breście. Następnie, „Warszawa” była używana do ewakuacji polskich żołnierzy i uchodźców, przedzierających się do Francji. Przez adaptację ładowni liczbę miejsc pasażerskich zwiększono do 564. Od listopada 1939 do czerwca 1940 statek przewiózł w 10 rejsach 5418 polskich uchodźców z Grecji (Pireus) i Jugosławii (Split) do Francji (od maja 1940 – do Libanu). Po klęsce Francji, 20 czerwca 1940 statek został zaaresztowany przez władze francuskie w Bejrucie, jednakże przy cichej pomocy ze strony francuskiej marynarki wojennej, zdołał następnie uciec z portu i 22 czerwca 1940 dopłynął do Hajfy pod administracją brytyjską. Statkiem dowodzili w tym czasie: kpt. Jan Ćwikliński i – od stycznia 1940 roku – kpt. Tadeusz Meissner.
Od sierpnia do listopada 1940 statek w dalszym ciągu przewoził polskich uchodźców z Mersin w Turcji do Palestyny, przewożąc w ciągu 7 rejsów ok. 3530 osób (łącznie statek ewakuował ok. 9000 osób).
Od stycznia 1941 statek pływał jako brytyjski transportowiec wojenny (HMTS „Warszawa”) na Morzu Śródziemnym z portów egipskich, transportując m.in. żywność dla wojska, ale także jeńców, rannych i żołnierzy. Zawinął m.in. do Tobruku. Brał udział w ewakuacji żołnierzy alianckich i ludności z Grecji i Krety, a w czerwcu 1941 ponownie polskich uchodźców z Mersin. 16 czerwca 1941 odniósł niewielkie uszkodzenia od odłamków bomb podczas ataku lotnictwa.
Płynący w małym konwoju statek został storpedowany przez niemiecki okręt podwodny U-559 w drodze do Tobruku 26 grudnia 1941 o 14.29 w rejonie Marsa Matruh, u brzegów Libii. Otrzymał dwie torpedy: pierwsza urwała rufę, śrubę i ster, po czym został dobity drugą torpedą w nocy o 19.30 w czasie holowania. Zginęło 4 członków załogi i ok. 25 żołnierzy. Dowódcą statku był wtedy kpt. Tadeusz Meissner.
W 1938 Polbryt zamówił jego następcę, statek MS Warszawa, lecz nie otrzymał go. Po wybuchu wojny jednostka została przejęta przez Niemcy i przemianowana na „Bolkoburg”.

## Opis
Statek miał dwa pokłady oraz pokład spacerowy. Ładownia chłodzona o pojemności 700 m². Początkowo zabierał ok. 600 pasażerów, z tego kilkudziesięciu w kabinach i resztę na międzypokładzie. Po modernizacji w 1935 zainstalowano na międzypokładzie kabiny pasażerskie dla mniejszej liczby pasażerów (maks. 322: 8 klasy I, 71 klasy II, 232 klasy III, 11 zapasowych i w szpitaliku), rezygnując z możliwości alternatywnego przewożenia tam towarów.

## Kapitanowie
- 1929–? – Stanisław Bonifacy Łabęcki
- kwiecień 1935 -? – Stanisław Jaworski
- ? – 1938 – styczeń 1940 – Jan Ćwikliński
- od stycznia 1940 do zatonięcia – Tadeusz Meissner.

## Holenderski statek SS "Warszawa"
W latach 1920–1925 do Gdańska i okazjonalnie do Gdyni zawijał holenderski statek emigracyjny SS "Warszawa" zbudowany w 1910 roku jako "Madison". Należał do Holland America Line

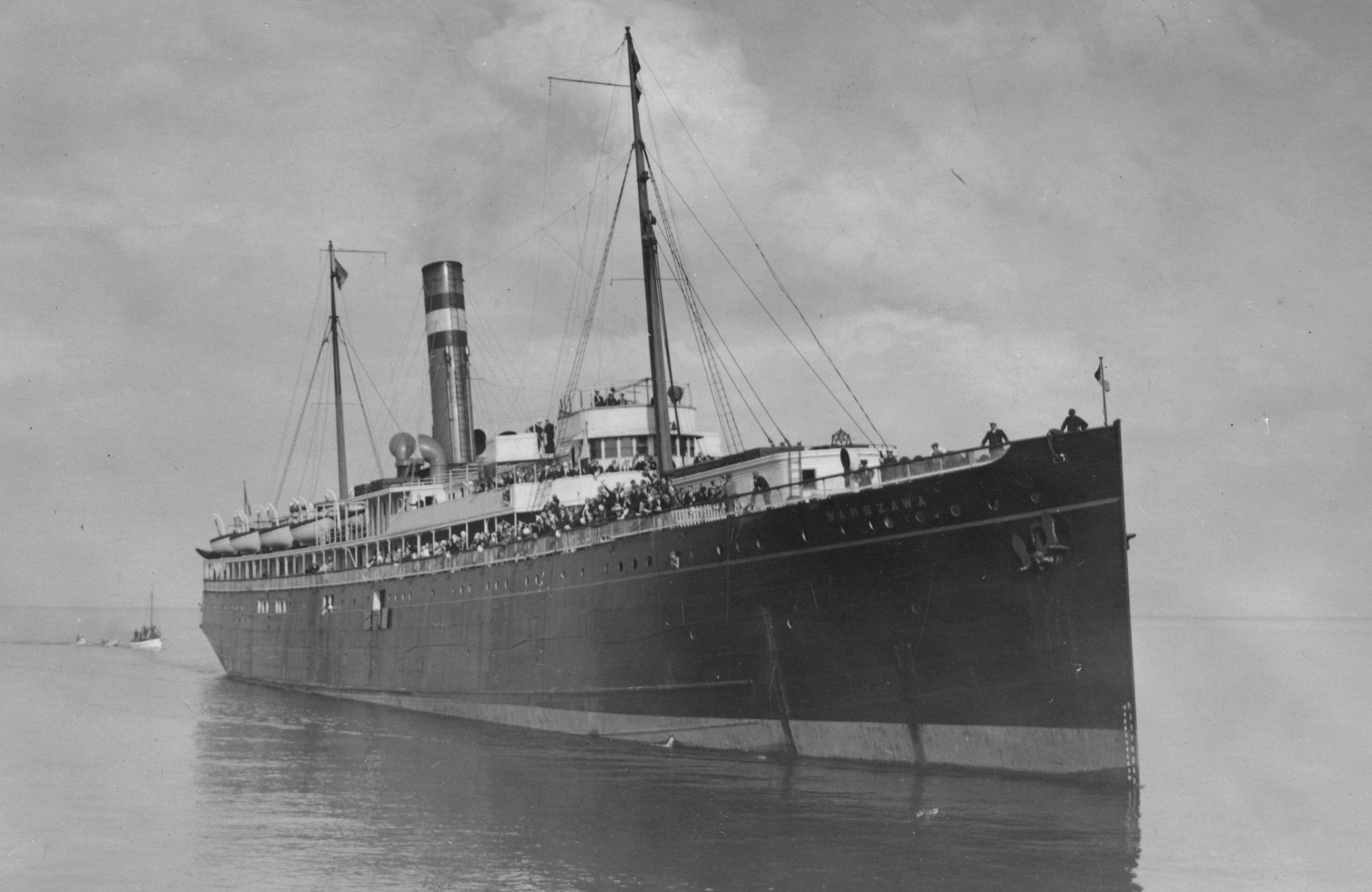
Holenderski statek ss "Warszawa" Fot. Roman Morawski